# Castellazzo de' Barzi
Castellazzo de' Barzi (AFI: /kastelˈlaʦʦo de ˈbarʦi/; Castilàsc di Bars, in dialetto milanese,AFI: kasˌti'laʃ di baːɾs) è una frazione di Robecco sul Naviglio in provincia di Milano di 697 abitanti (2021), distante meno di un chilometro dal capoluogo comunale.

## Storia

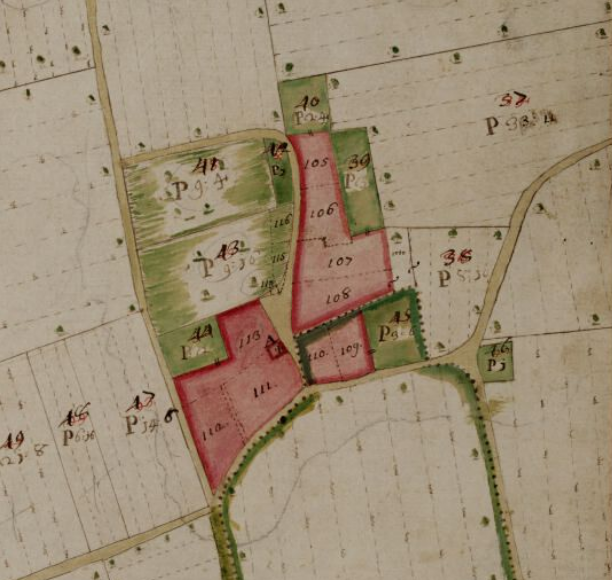
Mappa del Catasto Teresiano relativa all'allora comune di Castellazzo de' Barzi: si identifica chiaramente l'assetto delle vie storiche del centro del borgo con la piccola chiesa di San Carlo vecchio.

Il primo nucleo abitativo di Castellazzo de' Barzi risale all'epoca romana, quando il piccolo borgo si trovava legato per interessi alla vicina Robecco sul Naviglio, con la quale condividerà gran parte della propria storia. Le testimonianze sono emerse grazie ad alcuni scavi in località Busc di Stregh nel 1873 quando venne ritrovata una vasta necropoli di epoca romana con oggetti in ceramica e terracotta, balsamari ed una moneta dell'imperatore Massimiano, materiale in seguito depositato presso il Museo archeologico Villa Pisani Dossi di Corbetta.
Lo sviluppo del primo vero e proprio borgo avvenne però in epoca medioevale, quando attorno al castrum già preesistente, presero a sorgere diversi cascinali ed abitazioni rurali: in questo contesto e in quello rinascimentale, crebbe la potenza della nobile famiglia dei Barzi, divenuta feudataria del borgo di Robecco sul Naviglio nel 1433, che rimase in carica sino al 1625, pur non disponendo della feudalità diretta anche su Castellazzo. Qui infatti, secondo le stime derivate dai dati del Catasto di Carlo V, i Barzi possedevano il 95% delle terre ma non avevano possesso dell'amministrazione del borgo. La casata ad ogni modo andò coi secoli in rovina venendo meno la predominanza del latifondo rispetto alle industrie ed all'evoluzione dell'artigianato locale legato alla presenza del Naviglio Grande. In un periodo di grande difficoltà dell'erario milanese, ad ogni modo, nel 1656 la Regia Camera decise di creare un nuovo feudo costituito dalle terre di Castellazzo de' Barzi, cascina Bardena e Cassinetta de' Biraghi. In un primo momento un notaio milanese, a nome a sua detta di una ricca famiglia, fece pervenire una nota d'interesse all'acquisto, ma la comunità di Castellazzo de' Barzi decise di avanzare dal canto suo la richiesta di emanciparsi dall'infeudazione pagando il riscatto necessario ad evitarsi questa pratica, pagando 30 lire (prezzo di favore rispetto alle 45 chieste ai privati) per le 12 famiglie ("fuochi") ivi residenti. Per pagare la somma di 360 lire la popolazione locale chiese una dilazione che concluse definitivamente i pagamenti solo nel 1668.
Dalle mappe del catasto teresiano del 1722, apprendiamo invece la prima radicazione di tali case, sviluppate in prevalenza lungo l'asse della strada che proveniva da Cassinetta di Lugagnano e che conduceva a Robecco, l'attuale via Manzoni. Nel 1736 parte del patrimonio dei Barzi venne smembrato, con la vendita addirittura del "Castellaccio", ovvero del Palazzo de' Barzi che ancora oggi è presente in centro al borgo. Esso contava all'epoca circa 204 abitanti, mentre nel 1805 dopo la Rivoluzione e le guerre napoleoniche, già gli abitanti erano ridotti a 180 circa.
Durante la battaglia di Magenta, Castellazzo de' Barzi accolse la divisione di cavalleria austriaca del generale Sigismund von Reischach, andata a convergere in quel punto dopo l'arrivo sul campo del feldmaresciallo Ferenc Gyulay per fronteggiare le truppe franco-piemontesi.
Sino al 1º settembre 1870, Castellazzo de' Barzi costituì comune autonomo venendo in seguito, come già era accaduto in età napoleonica, aggregato a Robecco sul Naviglio, di cui ancora oggi è frazione.
Malgrado l'evoluzione dei tempi, ad ogni modo, Castellazzo è rimasta un paese agricolo anche dopo l'unità d'Italia, giungendo sino ai giorni nostri, dove ha acquisito connotati prevalentemente residenziali.

## Edifici notevoli

### Architetture religiose

#### Chiesa della Madonna Addolorata e di San Carlo Borromeo
Intitolata alla Madonna Addolorata ed a San Carlo Borromeo, la piccola chiesa di Castellazzo de' Barzi è una costruzione moderna, edificata, per opera di uomini e donne della frazione, nel 1955 per sopperire alle esigenze spirituali degli abitanti dell'area, dal momento che il precedente luogo di culto (l'Oratorio di San Carlo) si dimostrava inadatto ad accogliere la nuova massa di fedeli della frazione. Di una nuova costruzione si era avanzata l'ipotesi già dal 1931 prima di procedere ad un primo sommario restauro dell'antica chiesa di San Carlo, ma il progetto era stato spostato successivamente in avanti nel tempo sino al 1950 quando, su impulso del cardinale Alfredo Ildefonso Schuster, vennero iniziati i lavori per i progetti sul terreno appositamente donato per la causa della nuova chiesa, lavori che vennero condotti dall'ing. Agostino Mari di Milano e dall'ing. Girolamo Gandini (proprietario di Villa Gaia a Robecco). L'opera venne terminata il 22 novembre 1955 e benedetta da mons. Luigi Oldani, robecchese, futuro vescovo titolare di Gergi. Nel 1963 venne trasferita al nuovo campanile l'antica campana presente nel campanile dell'oratorio di San Carlo.
Rilevante, all'interno della chiesa, è la pala dell'altare maggiore altare, opera dell'artista tedesco Giovanni Giorgio Sanz di Passavia, datata 1674, che rappresenta una crocifissione con la Vergine addolorata, Maria Maddalena, San Giovanni evangelista e Giuseppe d'Arimatea. L'opera proviene dall'oratorio privato di Villa Bassana a Robecco sul Naviglio, di proprietà dei conti Lurani Cernuschi. Nel corso dell'Ottocento la pala fu donata alla parrocchia di Robecco per l'oratorio maschile, già esistente in via Pietrasanta, da mons. Giuseppe Lurani, canonico del Duomo di Milano, il quale la fece restaurare nel 1887 assieme alla splendida cornice a lesene lignee d'epoca.
L'opera più importante presente all'interno della chiesa è però una pala d'altare laterale che è costituita da una tela dei primi del Seicento ad opera di Paolo Camillo Landriani, detto il Duchino: essa raffigura la Madonna con Gesù Bambino e il piccolo San Giovanni Battista, ai cui piedi si trova una pecora. La scena sacra è attorniata dalla presenza di altri santi, vissuti in epoche differenti: a sinistra si trovano San Girolamo eremita e San Carlo Borromeo inginocchiato in venerazione, mentre a destra si trovano Sant'Isidoro, patrono degli agricoltori, che tiene in mano una zappa, sovrastato da cherubini immersi in un panorama di nubi. Anticamente questo dipinto era venerato nella sacrestia dell'Oratorio di San Carlo di Castellazzo de' Barzi e venne trasferito nella nuova chiesa nel 1955. Recentemente l'opera è stata oggetto di restauri (2005), interamente finanziati, tramite raccolta fondi, dall'Associazione Gruppo Amici di Castellazzo.
Interessante è anche la Via Crucis presente all'interno della chiesa, ciclo di opere pittoriche ascrivibili al periodo tra la fine del XVIII secolo e la prima metà del XIX secolo, donata alla parrocchia di Robecco sul Naviglio nel 1815 dal sacerdote Francesco Visconti, originario del paese, il quale la portò con sé dal soppresso monastero milanese di Sant'Angelo dove egli aveva prestato servizio sino alla soppressione dello stesso nel 1810, fatto che lo costrinse a prendere l'abito del clero diocesano. La Via Crucis prese posto nella nuova chiesa di Castellazzo de' Barzi con la costruzione della stessa, mentre la chiesa parrocchiale di Robecco sul Naviglio si dotò di opere nuove.

#### Oratorio di San Carlo

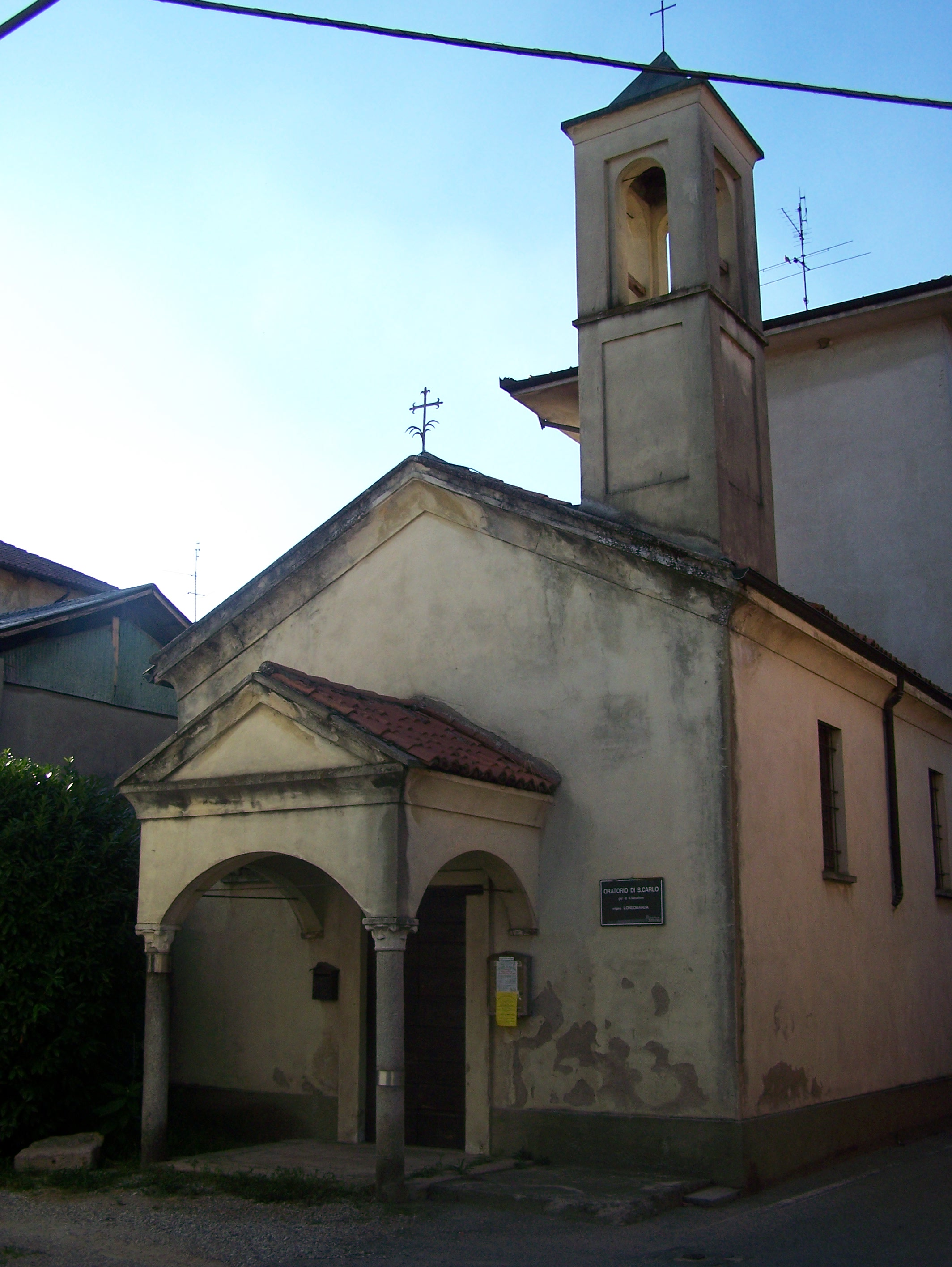
L'oratorio di San Carlo vecchio

Riedificato integralmente nel XVII secolo, l'Oratorio di San Carlo di Castellazzo de' Barzi sorgeva anticamente sulla pianta dell'antico oratorio campestre di San Salvatore, eretto già a partire dall'epoca longobarda per sopperire alle esigenze dei contadini dell'area, che necessitavano di un adeguato luogo di culto in loco e già citato da Goffredo da Bussero nel suo Liber Notitiae Sanctorum Mediolani della fine del XIII secolo.
La chiesa era ancora dedicata a San Salvatore nel 1567 ed era dipendente dalla parrocchia di Magenta. Durante la visita pastorale di Leonetto Clavone, delegato dell'arcivescovo Carlo Borromeo alla visita pastorale in questa zona, venne rilevato come l'oratorio era nel tempo passato di proprietà alla famiglia Barzi che vi faceva occasionalmente celebrare messa. Le disposizioni suggerite dal Clavone vennero sottoscritte dall'arcivescovo il quale tornò personalmente in una visita pastorale tre anni più tardi per verificare lo svolgimento delle disposizioni che ad ogni modo si erano protratte nell'esecuzione per lungaggini coi proprietari e ancora nel 1581 la chiesa vessava in pessime condizioni. Finalmente nel 1592, alla visita pastorale del delegato mons. Paolo Salò, i decreti precedentemente emanati erano stati eseguiti e la chiesa era stata completamente restaurata ed ornata al suo interno con figure di santi, oltre ad esservi stato eretto un nuovo altare, mentre mancava ancora un degno campanile e un battistero.
Nel 1623, l'arcivescovo milanese Federico Borromeo autorizzò il nobile Carlo Barzi, feudatario, ad esporre nella chiesetta di Castellazzo la reliquia della berretta cardinalizia di San Carlo che era in suo possesso e lentamente ma progressivamente si sentì il bisogno di ridedicare la chiesa al Borromeo. La chiesa passò sotto la gestione e la giurisdizione della parrocchia di Robecco sul Naviglio solo il 25 novembre 1875.
L'oratorio venne quindi visitato dal cardinale Andrea Carlo Ferrari, arcivescovo di Milano, nel 1897, ed egli evidenziò il cattivo stato di conservazione in cui vessava l'oratorio, pur ribadendone la responsabilità in capo ai proprietari, i marchesi Arconati Visconti Arese di Cassolo. La chiesa vessava in pessimo stato ancora nel 1928 e ci volle sino al 1943 per vedere i primi restauri consistenti, grazie alla generosità degli abitanti della frazione. Ancora nel 1934 il cardinale Alfredo Ildefonso Schuster, arcivescovo di Milano, in visita pastorale così definiva la chiesa locale: "San Carlo è inservibile, umida, sconcia e merita di essere abbattuta".
La chiesetta, con la costruzione della nuova e più ampia chiesa parrocchiale della frazione nel 1955, cadde ancora una volta in abbandono e, sconsacrata, venne utilizzata addirittura come deposito di granaglie ed attrezzi agricoli da parte dei contadini locali. Nel 1985 venne avviata una prima opera di restauro complessivo della struttura da parte dell'assessorato del comune di Robecco sul Naviglio che si compì nel 1992, riportando la struttura al suo antico semplice splendore. Nel 2013 l'Associazione Gruppo Amici di Castellazzo, che ha ricevuto la gestione del complesso, al fine di perseguire nel pubblico interesse la conservazione del patrimonio storico-culturale della frazione, in attuazione del principio di collaborazione e sussidiarietà nei confronti della Pubblica Amministrazione, si è impegnata nella ristrutturazione del tetto, operazione resa necessaria a causa di continue infiltrazioni d'acqua.
La struttura, di ridotte dimensioni (è lunga quasi 7 metri, larga 4 e alta quasi 6), è adiacente alla strada ma è inglobata all'interno dei fabbricati rurali, parti della proprietà di Villa Arconati. La pianta, quadrangolare, è preceduta e abbellita da un piccolo protiro su colonne con soffitto a volta; il tetto è a capanna e la cappella dispone anche di un piccolo campanile col concerto di una sola campana.

### Architetture civili

#### Villa Arconati

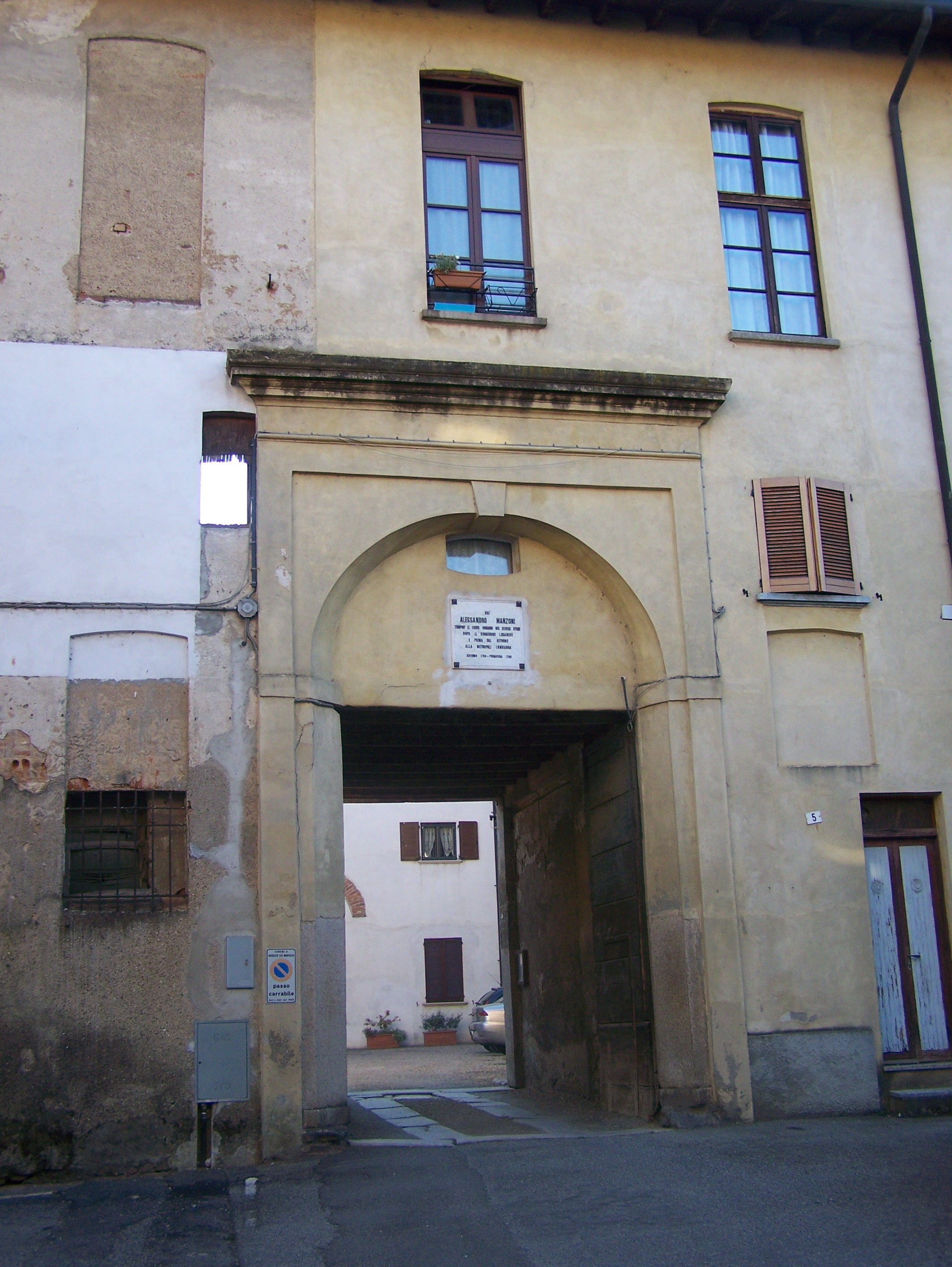
Il portale di Villa Arconati a Castellazzo de' Barzi: si noti sopra il portone d'ingresso la targa in onore del soggiorno di Alessandro Manzoni.

Costruito nel Seicento ad opera della famiglia dei Barzi, probabilmente sul castellaccio di impianto medievale, il palazzo si staglia ancora oggi imperioso nel centro cittadino. Passato successivamente alla famiglia Arconati, nel 1736 lo stabile venne venduto al Collegio Longoni di Milano che ne mantenne la proprietà perlomeno sino agli inizi dell'Ottocento pur alienando, dal 1780, le terre circostanti ad esso legate.
Il palazzo era utilizzato come un distaccamento utilizzato dagli alunni dell'istituto come sede perlopiù estiva, e proprio tra queste sue mura (come ricorda una lapide infissa sul portale) soggiornò anche Alessandro Manzoni:
| QUI ALESSANDRO MANZONI TEMPRO' IL FORTE INGEGNO NEI SEVERI STUDI DOPO IL SOGGIORNO LUGANESE E PRIMA DEL RITORNO ALLA METROPOLI LOMBARDA AUTUNNO 1798 - PRIMAVERA 1799. |

Prima del Manzoni, presso questo stesso edificio, aveva soggiornato anche il sacerdote e musicologo lombardo Giovenale Sacchi.
L'edificio è costituito da una struttura quadrangolare, con l'impianto tipico di villa residenziale, ma a corte chiusa (in ricordo dell'antica struttura del castello ivi presente). La facciata, che si trova su un piccolo spiazzo che costituisce la piazza principale del piccolo borgo, è abbellita unicamente da un portale arcato e lavorato in forme semplici con delicate decorazioni lineari in cemento sporgenti. La corte interna, si apre su un unico cortile d'onore, che viene distinto sul fondo col tipico ingresso a tre arcate, distinte da colonne doriche in granito. L'interno non presenta tracce di pitture o opere scultoree di rilievo e oggi in esso sono state ricavate unità abitative. Fanno eccezione alcune meridiane a muro settecentesche di pregevole gusto barocco. Al primo piano era un tempo presente anche la cappella eretta dai barnabiti all'interno della struttura per celebrare la messa quotidiana per i ragazzi frequentanti il collegio, ma di essa oggi rimangono solo due lavandini in marmo utilizzati per lavare le mani prima delle celebrazioni.

## Società

### Evoluzione demografica
L'allora comune di Castellazzo de' Barzi disponeva di 204 abitanti secondo il censimento austriaco del 1751, scesi a 180 durante quello napoleonico del 1805. Nel 1853 gli abitanti del borgo erano 286, saliti a 301 nel 1859.
"Abitanti censiti"

## Economia
L'economia di Castellazzo de' Barzi è essenzialmente improntata al mondo dell'agricoltura data la presenza di vasti appezzamenti coltivati. A partire dagli anni '60 si è insediato l'unico stabilimento industriale per la produzione di motori elettrici e di strumentazione elettronica di proprietà della multinazionale americana Ametek - Ciaramella division, chiuso nel 2018.